# Macandrevia waldae
Macandrevia waldae är en armfotingsart som beskrevs av Jean-Loup d'Hondt 1976. Macandrevia waldae ingår i släktet Macandrevia och familjen Zeilleriidae. Inga underarter finns listade i Catalogue of Life.